# Julius Tandler

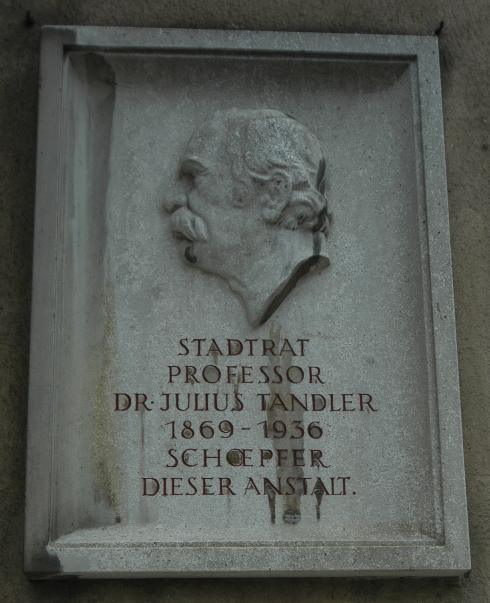
Pamětní deska na budově Rodinného centra Julia Tandlera ve Vídni

Julius Tandler (16. února 1869 Jihlava – 25. srpna 1936 Moskva) byl rakouský lékař moravského židovského původu, anatom a sociálně-demokratický politik, zakladatel moderní sociální politiky, zakladatel prvního ministerstva zdravotnictví na světě a systému pediatrického poradenství, manželských poraden, mateřských škol a očkování v tehdejším Rakousko-Uhersku a meziválečném Rakousku.

## Život

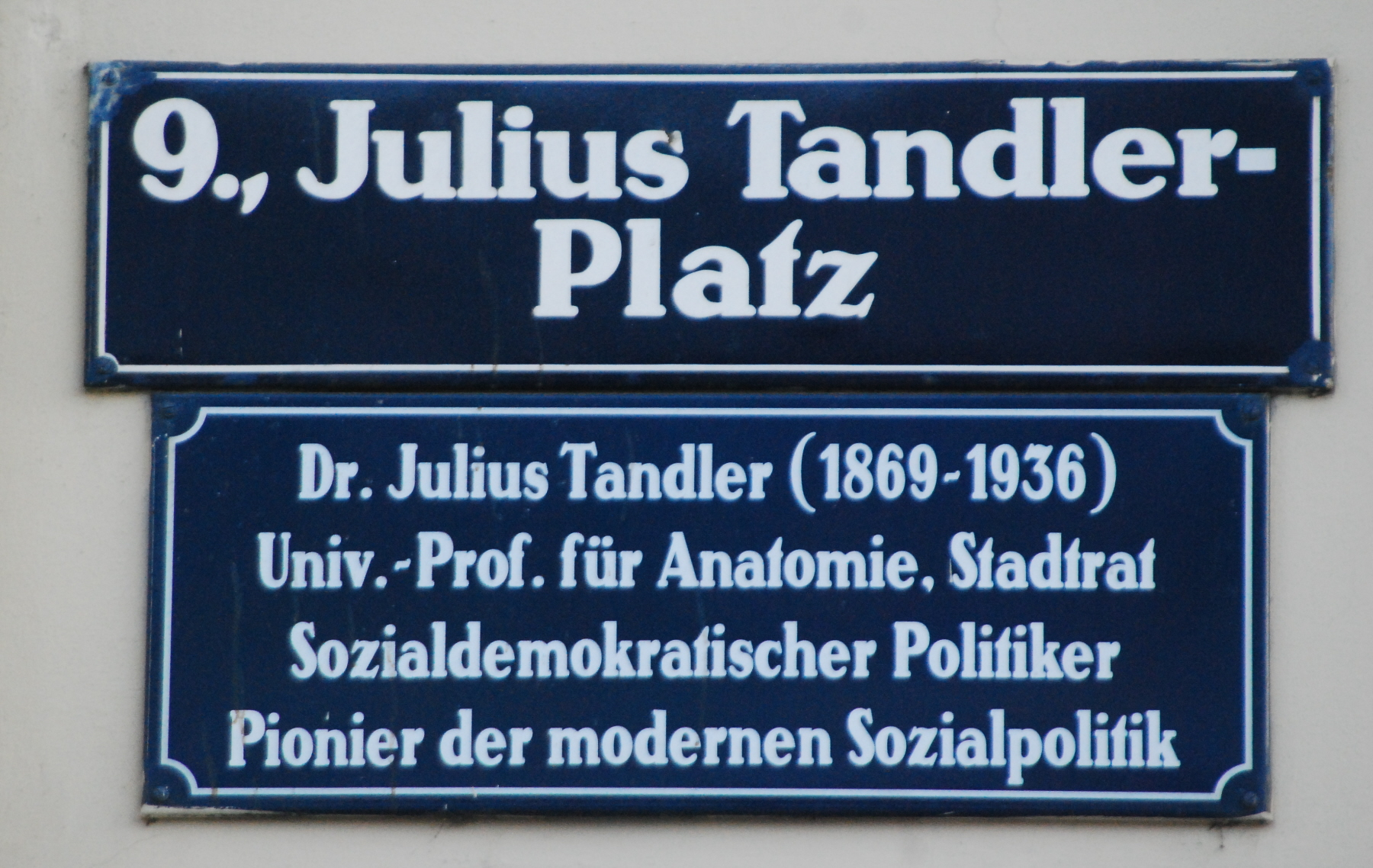
Tabule na náměstí Julia Tandlera

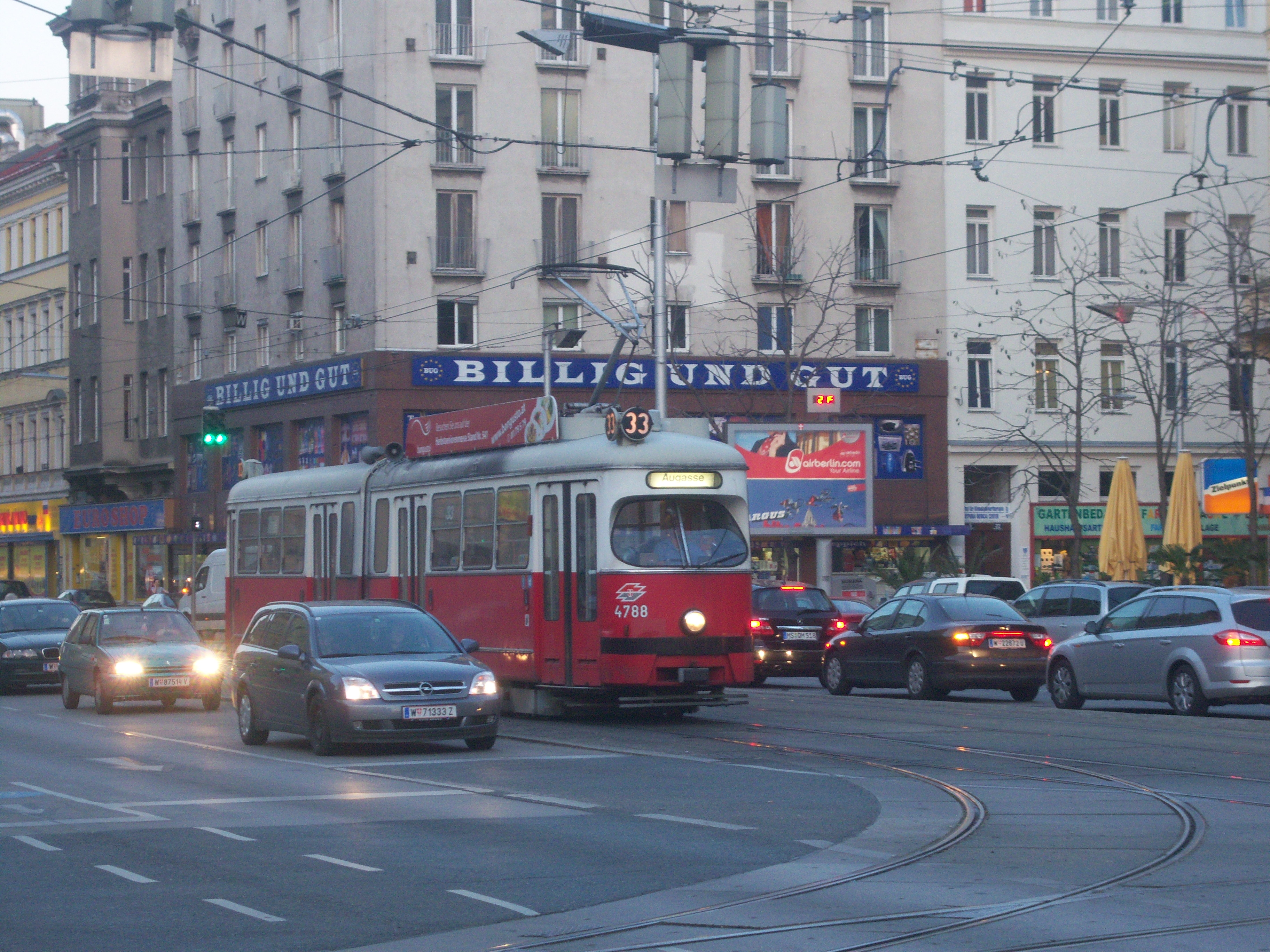
Julius-Tandler-Platz (náměstí J. Tandlera) ve Vídni

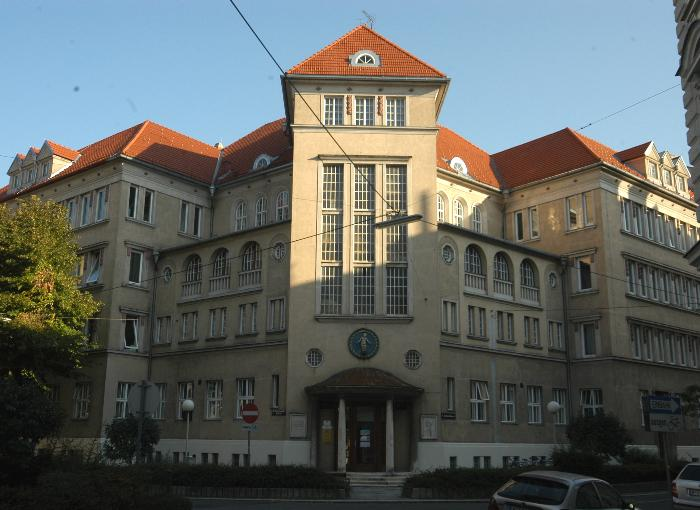
Budova Rodinného centra Julia Tandlera

Narodil se v židovské rodině v Jihlavě, v dětství poznal nouzi a chudé sociální poměry, což později ovlivnilo jeho odbornou a politickou činnost. Jeho otec byl obchodníkem v Jihlavě, kde zkrachoval a v roce 1871 se rodina přestěhovala do Vídně, kde Tandlerův otec pracoval jako asistent redakce. Mladý Julius si musel na svá středoškolská i vysokoškolská studia vydělávat sám.. Vystudoval gymnázium na Wasagasse ve Vídni, v městském okrsku Alsergrund a po té Lékařskou fakultu na univerzitě ve Vídni.
Úkolem lékaře podle něj není jen léčba nemocí, ale i jejich prevence. Viděl jako příčinu mnoha nemocí sociální poměry, angažoval se v sociálních otázkách. Proto vstoupil během první světové války do rakouské sociálně demokratické strany.
V roce 1910 se stal prvním vedoucím Anatomického institutu na Vídeňské univerzitě a ve válečných letech 1914 až 1917 byl děkanem Lékařské fakulty. Na univerzitě patřil ve své době k jedněm z nejvýznamnějších anatomů (mj. se věnoval vědeckému zkoumání lebky Josepha Haydna). Kromě jeho lékařské profese bylo jeho zásluhou vybudování zdravotnického a sociálního systému, ve kterém bylo tehdejší Rakousko světovým průkopníkem. Tandler stál u zrodu mnoha vídeňských sociálních institucí, které stále existují.
Na jeho popud založil císař Karel I. v tehdejším Rakousko-Uhersku vůbec první ministerstvo zdravotnictví v dějinách. Díky němu byl také přijat zákon o zdravotnických zařízeních, na základě něhož převzaly namísto dobročinných fondů financování rakouských nemocnic spolkové, zemské a obecní instituce.
Dne 9. května 1919 byl jmenován státním tajemníkem a ředitelem úřadu veřejného zdraví. V roce 1920 přešel pod úřad města Vídně, kde pracoval jako radní pro sociální a zdravotní péči. V té době musel čelit katastrofálním následkům světové války ve zdravotnictví – epidemiím, nedostatku léčiv, lékařů a vysoké dětské úmrtnosti. Soustředil se zejména na boj proti tzv. vídeňské chorobě, tedy tuberkulóze. Do roku 1932 se podařilo snížit jeho opatřeními výskyt tuberkulózy jako příčiny úmrtí ze 13,4 % na 9,3 %. Z jeho iniciativy bylo zavedeno poradenství pro těhotné a mladé matky (síť mateřských center), manželské poradenství (síť manželských poraden), poradenství pro onkologické pacienty, bezplatné balíčky pro novorozence, zubní péče a polední strava pro školáky. Je také tvůrcem viděňské sítě mateřských škol, jeslí a veřejných lázní. Je považován za jednoho z tvůrců systému sociálního zabezpečení, jeho opatření byla vzorem pro mnoho jiných zemí. V roce 1923 inicioval vznik dnešního Rodinného centra Julia Tandlera. Spolu s chirurgem Leopoldem Schönbauerem založil ve Vídni první poradnu pro onkologická onemocnění.
V roce 1925 byl zvolen členem vědecké společnosti Leopoldina, ovšem v téže době začalo být pod vlivem antisemitské kampaně Tandlerovi bráněno ve vědecké a výzkumné práci, jeho přednášky byly narušovány ultrapravicově orientovanými studenty, kteří mu vyčítali spojení s dělnickým hnutím a židovský původ. Na počátku třicátých let Tandler začal působit také v hygienické sekci Společnosti národů; z titulu této funkce odjel roku 1933 do Číny. Když se předčasně vrátil následujícího roku domů, byl během únorových bojů zatčen a ztratil profesuru. Rozhodl se Rakousko opustit a emigroval nazpět do Číny. Roku 1936 byl pozván do Sovětského svazu, aby tam pomohl zavést zdravotnické reformy, ale vzápětí v Moskvě zemřel.

## Zajímavosti
V Alsergrundu, v 9. vídeňském okrsku, bylo roku 1949 náměstí Althanplatz pojmenováno po Tandlerovi jako Julius-Tandler-Platz. Náměstí se nachází v přední části Nádraží Františka Josefa (Franz-Joseph-Bahnhof).
Od roku 1960 je udělována městem Vídeň Medaile dr. Juliuse Tandlera za zásluhy v sociální oblasti.

## Dílo
- Anatomie des Herzens. (Anatomie srdce) 1913.
- Die biologischen Grundlagen der sekundären Geschlechtscharaktere. (Biologické základy sekundárních pohlavních znaků) 1913.
- Topographie dringlicher Operationen. (Topografie naléhavých operací) 1916.
- Lehrbuch der systematischen Anatomie. (Učebnice systematické anatomie) 4 Bände, 1918–24.
- Das Wohlfahrtsamt der Stadt Wien. (Úřad sociální péče města Vídně) 1931.
- Ehe und Bevölkerungspolitik. (Manželství a populační politika) Wiener Medizinische Wochenschau, 1924.